# 象牙の塔

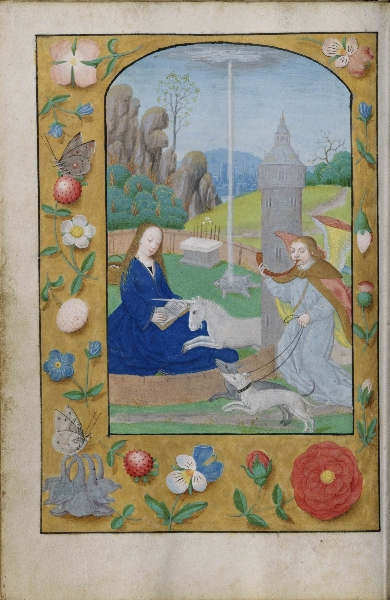
聖母マリアを象徴する象牙の塔 1500年頃のオランダ語の時祷書『神秘の一角獣狩り <受胎告知>』

象牙の塔（ぞうげのとう、英: ivory tower）とは、自ら望んで俗世間から離れ、主に精神的で難解な探求を行う場所の隠喩、または、その雰囲気を指す言葉である。19世紀以降、日常生活における問題への懸念から切り離された、知的探求の環境を意味するものとして使われる。近年では、多くの国においてアカデミーや大学のシステムを指して使われている。
元来、聖書の雅歌第7章第4節（英語: Song of Solomon 7:4）を起源とし、聖母マリアを形容する言葉として異なる意味で使用されていた。

## 聖書での用法
象牙の塔は、キリスト教において、高潔な純粋さの象徴を指す言葉として伝統的に使われている。この言葉は、雅歌第7章第4節（ヘブライのマソラ本文の第7章第5節）の「あなたの首は象牙の塔のようだ」に由来し、聖マリアの連祷の中では、聖母マリアを形容する言葉となっている。ただし、少なくとも12世紀のマリア崇敬の拡大後、この連祷よりも以前からタイトルやイメージを通して象牙の塔が使われていた。また、時として芸術作品にも現れ、特に閉ざされた園では聖母マリアと共に描かれている。現代では、この言葉を宗教的な意味で使うことは殆どないものの、この宗教的な意味が、現在の用法へ影響を与えたと考えられている。

## 現代の用例

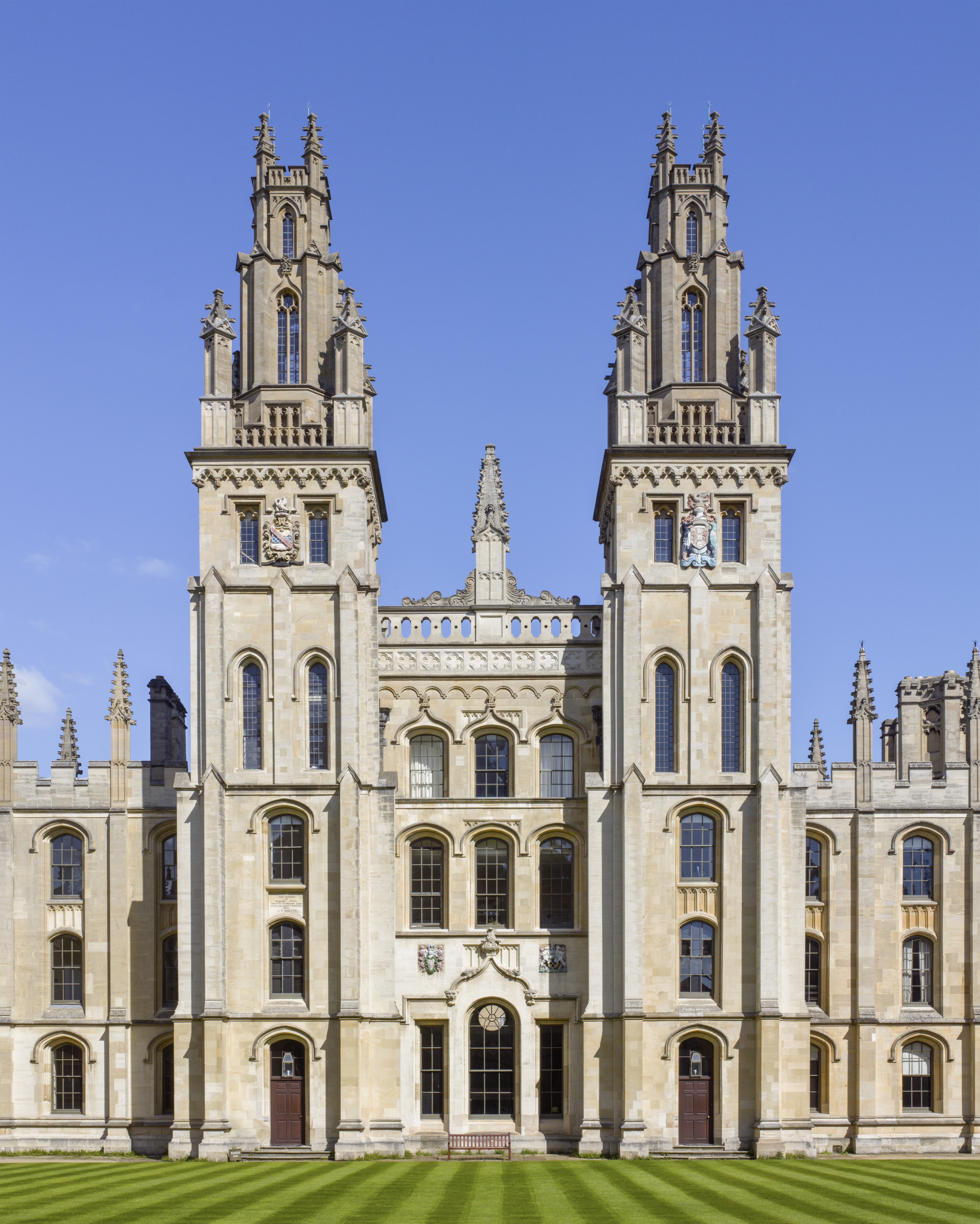
オックスフォード大学、オール・ソウルズ・カレッジのHawksmoor Towers

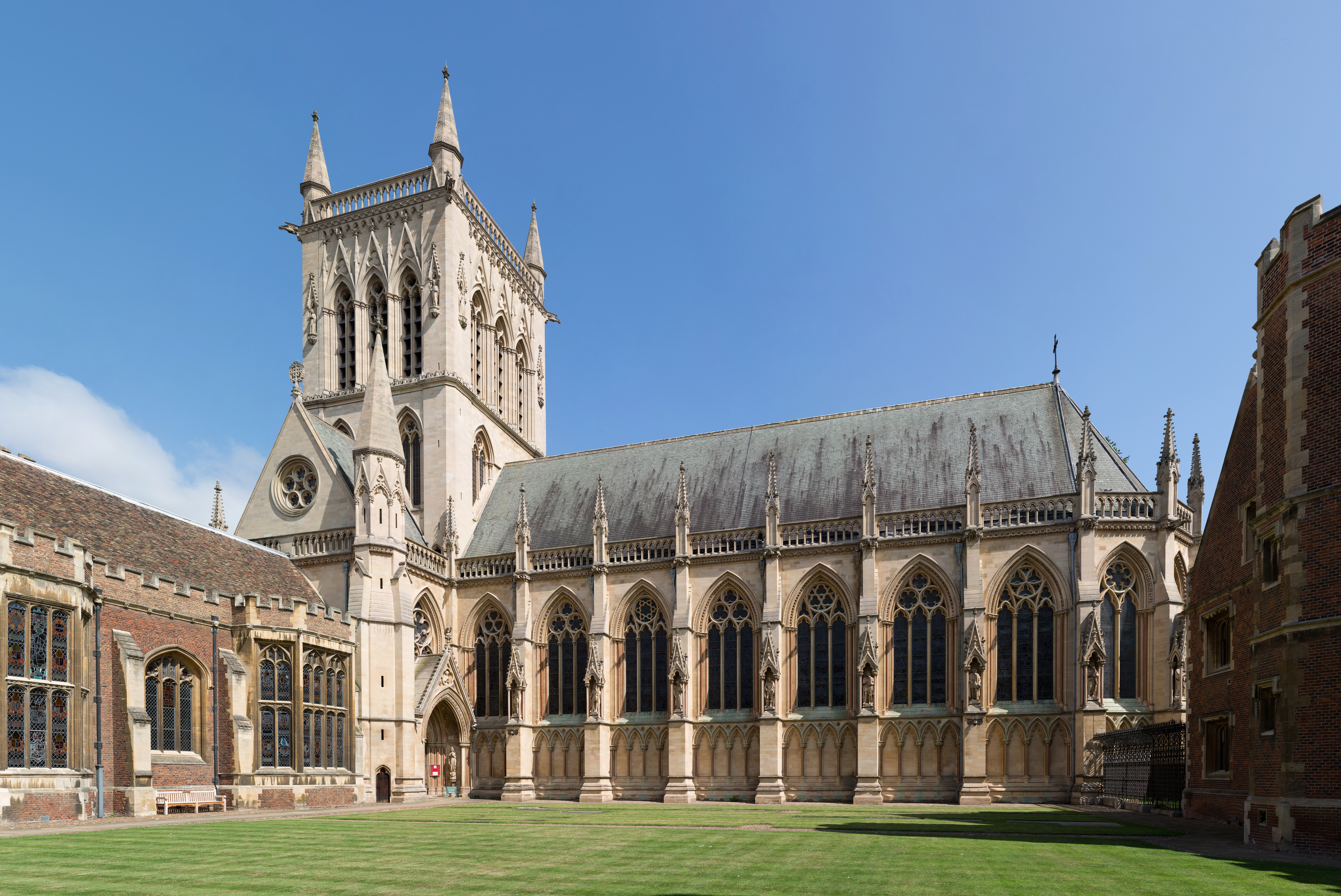
ケンブリッジ大学、セント・ジョンズ・カレッジの象牙の塔

「象牙の塔」を現在では馴染みのある「世俗を離れた夢想家」という意味で使った最初の例は、フランスの文芸評論家で作家のシャルル＝オーギュスタン・サント＝ブーヴの1837年の詩「Pensées d'Août (Thoughts of August) 」に見ることができる。サント＝ブーヴは「tour d'ivoire (象牙の塔) 」という言葉で、ヴィクトル・ユーゴーとは対照的に、社会との関わりの乏しいアルフレッド・ド・ヴィニーの詩人としての振る舞いを次のように示した。
Et Vigny, plus secret, Comme en sa tour d'ivoire, avant midi rentrait
そして隠れたがるヴィニーは、象牙の塔に籠るかのように、正午前に撤退した—Charles-Augustin Saint-Beuve、Pensés d’Août
小説家ヘンリー・ジェイムズは、『象牙の塔』の執筆を開始した1941年のわずか2年後に死去し、未完成の作品となった。この作品では、ジェイムズ自身が20年振りのアメリカで自らが経験した落胆を、金ぴか時代の低俗な虚無感の中、帰国した気高い上層階級のアメリカ人へ及ぼした影響と重ね合わせて記述した。
アンドルー・ホッジスの執筆したケンブリッジ大学の科学者アラン・チューリングの伝記では、チューリングの1936-38年のプリンストン大学への滞在について考察し「大学院の塔はモードリン・カレッジの正確な複製であり、アイボリーソープを製造したプロクターのプリンストンの恩人のため、一般的にアイボリータワー (象牙の塔) と呼ばれていた。」と記述した。ウィリアム・クーパー・プロクターは、大学院建設の重要な支援者であり、メインのダイニングホールにはプロクターの名前が付けられている。また、オックスフォード大学とケンブリッジ大学のスカイライン、また、多くのアイビー・リーグの大学には、しばしば「アイボリータワー」と呼ばれる小塔や尖塔が点在している。
ランダル・ジャレルは、1942年のエッセイ「The End of the Line」の中で、現代詩が生き残るためには、詩人はエリート意識で造られた「象牙の塔」から降りなければならないと断言している。また、特にモダニズム時代の上質の詩が、他の文学作品の言及に過度に依存していたことを酷評し、ジャレルにとっては、象牙の塔が現代詩を廃れさせたものだとしている。

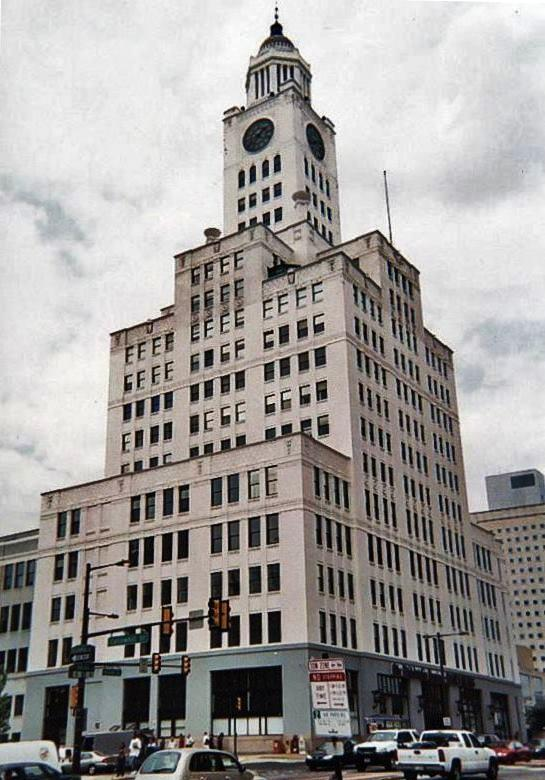
かつてフィラデルフィア・インクワイアラーが本社としていたエルバーソン・ビルディング

フィラデルフィアの大手紙であるフィラデルフィア・インクワイアラーの旧本社、アール・デコ建築のエルバーソン・ビルディングと呼ばれる白い塔について、他紙の新聞記者は皮肉を込めて「真実の象牙の塔」であると言及した。